# Historisk metrologi
Historisk metrologi är en historisk hjälpvetenskap som beskriver alla olika måttsystem, skalor, viktsystem och myntenheter som använts. 
Vetenskapen etablerades från slutet av 1700-talet till slutet av 1800-talet, då en lång rad böcker och artiklar om olika antika måttsystem och dess relation till nutida måttsystem publicerades.